# Pucarani Grande
Pucarani Grande ist eine Ortschaft im Departamento Cochabamba im südamerikanischen Andenstaat Bolivien.

## Lage im Nahraum
Pucarani Grande liegt in der Provinz Ayopaya und ist eine Ortschaft im Cantón Pucarani im Municipio Morochata. Die Ortschaft liegt auf einer Höhe von 3303 m auf einer Hochfläche zwischen den Flusstälern des Río Anjueluni und des Río Morochata, die zum Río Cotacajes, einem der Quellflüsse des Río Beni, hin entwässern.

## Geographie
Pucarani Grande liegt zwischen der Cordillera Mazo Cruz und der Cordillera del Tunari, einem nordwestlichen Teilabschnitt der Cordillera Oriental. Das Klima ist ein typisches Tageszeitenklima, bei dem die Temperaturschwankungen zwischen Tag und Nacht deutlicher ausfallen als zwischen den Jahreszeiten.
Die Jahresdurchschnittstemperatur der Region liegt bei knapp 15 °C (siehe Klimadiagramm Independencia) und schwankt im Jahresverlauf zwischen 11 °C im Juni/Juli und 17 °C im November/Dezember. Der jährliche Niederschlag liegt bei etwa 750 mm, wobei einer Trockenzeit von Mai bis August mit Monatsniederschlägen unter 20 mm eine ausgeprägte Feuchtezeit gegenübersteht, in der von Dezember bis März die Monatswerte deutlich über 100 mm hinausgehen.

## Verkehrsnetz
Pucarani Grande liegt in einer Entfernung von 123 Straßenkilometern nordwestlich von Cochabamba, der Hauptstadt des Departamentos.
Von Cochabamba aus führt die asphaltierte Nationalstraße Ruta 4 in westlicher Richtung 17 Kilometer über Quillacollo nach Vinto. Dort zweigt die unbefestigte Nationalstraße Ruta 25 nach Nordwesten ab und überwindet auf dem 59 Kilometer langen Weg nach Morochata Passhöhen von mehr als 4300 m. Die Straße führt danach weiter in nordwestlicher Richtung, überquert den Río Morochata nach acht Kilometern und erreicht nach weiteren zehn Kilometern vorbei an Chinchiri die Ortschaft Cochi Pampa.
Von dort aus führt die Straße in weitgehend nordwestlicher Richtung, bis sie nach 17 Kilometern den Río Pucarani beim Zusammenfluss von Río Pucarani und Río Anjueluni überquert. Jenseits der Brücke über den Río Pucarani (2080 m) beginnt der Nationalpark Tunari, und die Straße steigt dann auf den folgenden zwölf Kilometern in zahlreichen Serpentinen bis hinauf nach Pucarani Grande (3303 m).

## Bevölkerung
Die Einwohnerzahl der Ortschaft ist in dem Jahrzehnt zwischen den beiden letzten Volkszählungen um fast ein Drittel zurückgegangen:
| Jahr | Einwohner         | Quelle       |
| ---- | ----------------- | ------------ |
| 1992 | keine Detaildaten | Volkszählung |
| 2001 | 217               | Volkszählung |
| 2012 | 150               | Volkszählung |
| 2024 |                   | Volkszählung |

Die Region weist einen hohen Anteil an Quechua-Bevölkerung auf, im Municipio Morochata sprechen 96,6 Prozent der Bevölkerung Quechua.